# Valmir Louruz
Valmir Louruz (Porto Alegre, 13 maart 1944 - 29 april 2015) was een Braziliaans voetbaltrainer.

## Carrière
Louruz begon zijn carrière in 1967 bij EC Pelotas en speelde tussen 1968 en 1971 voor SE Palmeiras, SC Internacional en CSA. Louruz beëindigde zijn spelersloopbaan in 1971.
In 1981 startte Louruz zijn trainerscarrière bij zijn EC Juventude. Hij was als hoofdtrainer actief bij diverse clubs in Brazilië.